# Luda (tarot)
Luda (eng. The Fool), jedna od 78 karata za tarot i jedna od 22 karata Velike Arkane. Odgovara broju nula (ili 22) i hebrejskom slovu šin, zbog čega je se smješta na prvo ili na posljednje mjesto u špilu tarot karata, a ponekad joj pripada pretposljednje mjesto. Jedina je velika arkana tarota koju nalazimo, u obliku Džokera, u običnim igračim kartama.

## Opis karte
Luda na kartama simbolizira arhetipski prikaz lutalice, dvorske lude, božanskog luđaka, varalice, zanesenjaka ili mladost. Prikaziva se kao mladić u pokretu. Od 18. stoljeća prikazuje se na mačka koja ludi dere hlače, dok se u Waiteovoj adaptaciji, koja je postala podloga za većinu suvremenih špilova tarota, prikazuje luda zagledana u nebo kako korača prema provaliji dok kraj nje laje pas.

## Tumačenje karte
Luda simbolizira rođenje ili početak životnog putovanja. Zbog toga se špil Velike Arkane kada počinje tom kartom naziva "putovanjem Lude".